# Ердмунда Мария фон Дитрихщайн-Николсбург
Ердмунда Мария Терезия фон Дитрихщайн-Николсбург (на немски: Erdmunda (Erdmuthe) Maria Theresia von Dietrichstein zu Nikolsburg; * 17 април 1662; † 15 или 16 март 1737) е австрийска благородничка, принцеса от Дитрихщайн-Николсбург и чрез женитба княгиня на Лихтенщайн (1684 – 1712).

## Произход
Тя е втората дъщеря на княз Фердинанд Йозеф фон Дитрихщайн (1636 – 1698) и първата му съпруга принцеса Мария Елизабет фон Егенберг (1640 – 1715), дъщеря на княз Йохан Антон I фон Егенберг (1610 – 1649) и маркграфиня Анна Мария фон Бранденбург-Байройт (1609 – 1680), дъщеря на маркграф Кристиан фон Бранденбург-Байройт и Мария Пруска (1579 – 1649). Сестра е на княз Леополд Игнац Йозеф (1660 – 1708), граф Карл Йозеф (1663 – 1693), на княз Валтер Франц (1664 – 1738) и на граф Якоб Антон (1678 – 1721). Между 1658 и 1678 баща ѝ Фердинанд Йозеф строи бароков дворец във Виена.

## Фамилия
Ердмунда Мария се омъжва на 13 февруари 1681 г. във Виена за първия си братовчед княз Йохан Адам I Андреас фон Лихтенщайн (1657/1662 – 1712), херцог на Тропау и Йегерндорф в Силезия, син на княз Карл Евсебий фон Лихтенщайн (1611 – 1684) и съпругата му Йохана Беатрикс фон Дитрихщайн-Николсбург (1625 – 1676), дъщеря на княз Максимилиан II фон Дитрихщайн-Николсбург (1596 – 1655) и Анна Мария Франциска фон Лихтенщайн (1597 – 1638), дъщеря на княз Карл I фон Лихтенщайн. Те имат децата:
- син (1682, умира млад)
- Мария Елизабет (1683 – 1744), омъжена I. на 21 април 1703 г. за княз Максимилиан II фон Лихтенщайн (1641 – 1709), II. 1713 г. за херцог 1713 г. за херцог Леополд фон Шлезвиг-Холщайн-Зондербург-Визенбург (1674 – 1744)
- Карл Йозеф (1684 – 1704)
- Мария Антония (1687 -1750), омъжена I. на 4 ноември 1703 г. за граф Марк Кцобор († 1728), II. 1731 г. за граф Карл Хрзан фон Харас
- Мария Анна (+ 1688)
- Франц Доминик (1689 – 1711)
- Габриела (1692 – 1713), омъжена на 1 декември 1712 г. за братовчед си княз Йозеф Йохан Адам фон Лихтенщайн (1690 – 1732)
- Мария Терезия Анна Фелицитас (1694 – 1772), омъжена 1713 г. във Виена за херцог Емануел Томас Савойски-Кариняно (1687 – 1729)
- Маргарета (1697 – 1702)
- Мария Доминика Магдалена (1698 – 1724), омъжена на 21 май 1719 г. за княз Хайнрих Йозеф фон Ауершперг (1697 – 1783)
- Мария (* 1699)